# Cystolepiota oliveirae
Cystolepiota oliveirae é uma espécie de cogumelo, descoberta em 2015 na Mata Nacional do Bussaco, em Portugal, durante as Jornadas de Micologia Mediterrânica. A espécie foi nomeada em homenagem à micóloga amadora Sofia Oliveira, que guiava a saída de campo que fez a descoberta.